# Jessica Heafey
Jessica Heafey é uma atriz canadense. Jessica nasceu no Canadá e graduou-se na Universidade Dalhousie, com um diploma de Bacharel em Artes. Alguns de seus talentos são bilíngüe (francês, inglês), e fala em diferentes sotaques, e canta.

## Carreira
Jessica começou sua carreira de atuação em 2000, na Presentation House Theatre e Theatre la Seizieme.
Ela é uma atriz de teatro, que trabalha no cinema, televisão, e foi assistente de diretor. Ela faz as vozes não só em inglês, mas francês. Heafey começou sua carreira profissional em 2000, e desde então tem aparecido em filmes, curtas-metragens e séries de TV. Heafey estrelou em A Night for Dying Tiger (2010), Earthstorm (2006), Mordu (2007), e For Better or for Worse (1ª temporada, episódio 1 ao 16 em 2000). Ela também estrelou em Supernatural (6ª temporada, episódio 1,2,7 e 16 em 2010-2011), M. V. P. (1ª temporada, episódio 6 e 9 em 2008), Jeremiah (1ª temporada , episódio 13). E também está associada a Aliança de Cinema Canadense, a Televisão e os Artistas da Rádio.

### Supernatural
Heafey é mais conhecida por seu papel na série Sobrenatural, onde ela desempenha o papel de Gwen Campbell, que é uma caçadora e uma prima de Dean e Sam Winchester. Jessica Heafey aparece em 4 episódios da 6ª temporada. Em "Exile on Main Street", Dean voltar para a caça e se reúne com Sam. Sam revela que ele foi à caça em um ano com os Campbells, que incluiu a Gwen. Em "Two and Half Men", o Winchesters encontram com um bebê metamorfo. O Alfa Metamorfo chega e domina a Gwen, assim como os outros. Em "Family matters" ela disse que iria ficar para trás, com Dean esperar qualquer vampiros que fugisse. Dean e Gwen lutam com um vampiro, e quando Dean desobedece a sua ordem, Gwen diz uma mentira para encobrir ele. No final do episódio Gwen mostra que ela é leal, quando ela detém o Winchesters na mira de uma arma.  "...And Then There Were None", Gwen e os Campbells estão investigando assassinatos quando eles se deparam com Bobby, Rufus, e Sam e Dean. O responsável pelos assassinatos infecta Dean,  e mata Gwen.